# Лидокаин
Лидокаин (Lidocaine, Xylocaine, Lignocaine) је локални анестетик и антиаритмик. Као локални анестетик делује тако што остварује реверзибилну блокаду канала за натријум у ћелијској мембрани, и тиме блокира преношење импулса. Делује брзо, уз средњу дужину трајања анестезије. Даје се са адреналином, који служи да успори системску ресорпцију лидокаина, чиме се продужава трајање анестезије. Не може се примењивати у виду таблета или капсула, јер после апсорпције пролази кроз јетру, где се хидролизује. Ако се примењује интравенозно, делује као антиаритмик.